# Boussinesq-Approximation
Unter Boussinesq-Approximation oder Boussinesq-Näherung [businɛsk] versteht man verschiedene Näherungen in der Hydrodynamik, die alle auf Joseph Boussinesq zurückgehen.

## Strömung durch Auftrieb
Zur Beschreibung von Strömungen in Flüssigkeiten (insbesondere Konvektion), die durch Dichtevariationen aufgrund von Temperaturschwankungen verursacht werden, wird eine Boussinesq-Näherung zu den inkompressiblen Navier-Stokes-Gleichungen genutzt. Die Dichteunterschiede werden ignoriert, sofern sie nicht in Termen erscheinen, die mit g, der Erdbeschleunigung, multipliziert werden. Das Wesen der Boussinesq-Approximation besteht darin, dass der Unterschied in der Trägheit vernachlässigbar ist, die Schwerkraft jedoch stark genug ist, um das spezifische Gewicht zwischen den beiden Flüssigkeiten merklich zu verändern.
Dazu werden die nicht zu großen Temperaturschwankungen {\displaystyle T_{s}} (in {\displaystyle T=T_{0}+T_{s}}) nur in der Dichte- und Druckvariation berücksichtigt, ⁣ mit{\displaystyle \rho =\rho _{0}(1-\beta T_{s})} dem thermischen Ausdehnungskoeffizienten {\displaystyle \beta }.
Für die Fluktuation des Drucks {\displaystyle p_{s}} gilt mit {\displaystyle p_{0}=\rho _{0}\mathbf {g} \cdot \mathbf {x} }:
{\displaystyle {\frac {\nabla p}{\rho }}=\mathbf {g} +{\frac {\nabla p_{s}}{\rho _{0}}}+\beta T_{s}\mathbf {g} }
Die inkompressible Navier-Stokes-Gleichung im Schwerefeld mit Schwerebeschleunigung {\displaystyle \mathbf {g} } wird:
{\displaystyle {\frac {\partial \mathbf {v} }{\partial t}}+(\mathbf {v} \cdot \nabla )\mathbf {v} =-{\frac {\nabla p}{\rho }}+\nu \Delta \mathbf {v} +\mathbf {g} =-{\frac {\nabla p_{s}}{\rho _{0}}}+\nu \Delta \mathbf {v} -\beta T_{s}\mathbf {g} }
Für die Beschreibung der Konvektion in der Näherung von Boussinesq kommen noch die Gleichung der Divergenzfreiheit des Geschwindigkeitsfelds hinzu (abgeleitet aus der Kontinuitätsgleichung unter Vernachlässigung der Dichteschwankungen):
{\displaystyle \nabla \cdot \mathbf {v} =0}
und die Gleichung für die Variation der Temperatur durch Wärmefluss:
{\displaystyle {\frac {\partial T_{s}}{\partial t}}+\mathbf {v} \cdot \nabla T_{s}=a\nabla ^{2}T_{s}}
wobei {\displaystyle a} die Temperaturleitfähigkeit (für {\displaystyle \rho _{0},T_{0}}) ist (innere Wärmequellen in der Flüssigkeit werden hier nicht angenommen).

## Wasserwellen
Die Boussinesq-Näherung ist eine Näherung, die für schwach nicht-lineare und langperiodische Wellen gilt und zu den Boussinesq-Gleichungen führt.

## Turbulenz
In der Theorie der Turbulenz wird die Boussinesq-Näherung in Wirbelviskositätsmodellen benutzt.